# The College Dropout
The College Dropout е дебютният студиен албум на американския рапър и продуцент Кание Уест. Издаден е на 10 февруари 2004 г. от Def Jam и Roc-A-Fella Records на Jay-Z. В годините, предшестващи издаването, Уест получава признание за продуцентската си работа за рапъри като Jay-Z и Cam'ron, но не успява да бъде приет като самостоятелен артист от музикалната индустрия. По тази причина, в търсенето си на самостоятелна кариера, той подписва звукозаписен договор с Roc-A-Fella и записва албума в продължение на четири години, започвайки през 1999 г.
В повечето песни от албума се използват ускорени вокални семпли от соул и R&B записи, в допълнение към собственото програмиране на барабани на Уест, струнни акомпанименти и госпъл хорове. Албумът включва също участия на Jay-Z, Mos Def, Jamie Foxx, Ludacris и други. Различавайки се от доминиращия по това време гангстерски образ в хип-хопа, текстовете на Уест засягат теми за семейство, самосъзнание, материализъм, религия, расизъм и висше образование.

## Предистория
Кание Уест започва ранната си продуцентска кариера в средата на 90-те години, създавайки бийтове предимно за местни изпълнители, като в крайна сметка развива стил, който включва ускоряване на вокални семпли от класически соул записи.
За известно време той действа като анонимен продуцент за Дерик "D-Dot" Анджелети. Поради връзката си с D-Dot, West не успява да издаде свой собствен албум и сформира и става член и продуцент на "Go-Getters", чикагска гангстерска рап група от края на 1990-те, съставена от него, GLC, Timmy G, Really Doe и Arrowstar. Групата издава първия си и единствен студиен албум "World Record Holders" през 1999 г. Уест постига признание с приноса си към хитовия албум на Jay-Z - "The Blueprint". Културният и финансов успех на албума създава значителен интерес към Уест като продуцент. Работейки като вътрешен продуцент за Roc-A-Fella Records, Уест продуцира парчета за други изпълнители от лейбъла, включително Beanie Sigel, Freeway и Cam'ron. Той също продуцира множество хитови песни на известни изпълнители като Ludacris и Alicia Keys.
Въпреки че постига успех като продуцент, Кание Уест не успява да пробие в рап сцената. Звукозаписните компании го пренебрегват, тъй като не се вписва в гангстерския образ виден масово в хип-хопа по това време. Тогавашният шеф на Roc-a-Fella Records - Dame Dash неохотно вкарва Уест в лейбъла. Менторът на Уест - Jay-Z по-късно признава, че първоначално не са били склонни да подкрепят Уест като рапър, твърдейки, че болшинството го виждат предимно като продуцент и че произходът му е в контраст с този на неговите колеги. 
На 23 октомври 2002 г., докато се прибира от звукозаписно студио в Калифорния след работа до късно, Уест заспива зад волана и на косъм избягва фатална катастрофа. Катастрофата го оставя със счупена челюст, която е затворена с кабел. Инцидентът вдъхновява Уест; две седмици след като е приет в болница, той записа песента "Through the Wire" (През Жицата) с все още счупена челюст. Песента е хит, и полага основата за албумът.

## Класации
Албумът продава 441 000 копия за първата си седмица на пазара и стига до второ място в класацията „Билборд 200“, непосредствено след Feels Like Home на Нора Джоунс. До 2014 г. в Съединените щати са продадени над 3.4 млн. копия. Към 2018 г. The College Dropout e четиринадесетият най-продаван рап албум във Великобритания за 21 век. Албумът е продаван в над 4 милиона пъти в целия свят.

## Списък с песни
The College Dropout - стандартно издание
| 1.    | Intro                                                     | 0:19  |
| 2.    | We Don't Care                                             | 3:59  |
| 3.    | Graduation Day                                            | 1:21  |
| 4.    | All Falls Down (с Syleena Johnson)                        | 3:43  |
| 5.    | I'll Fly Away                                             | 1:09  |
| 6.    | Spaceship (с GLC и Consequence)                           | 5:24  |
| 7.    | Jesus Walks                                               | 3:13  |
| 8.    | Never Let Me Down (с Jay-Z и J. Ivy)                      | 5:24  |
| 9.    | Get Em High (с Talib Kweli и Common)                      | 4:49  |
| 10.   | Workout Plan                                              | 0:46  |
| 11.   | The New Workout Plan                                      | 5:22  |
| 12.   | Slow Jamz (с Twista и Jamie Foxx)                         | 5:16  |
| 13.   | Breathe In Breathe Out (с Ludacris)                       | 4:06  |
| 14.   | School Spirit Skit 1                                      | 1:18  |
| 15.   | School Spirit                                             | 3:02  |
| 16.   | School Spirit Skit 2                                      | 0:43  |
| 17.   | Lil Jimmy Skit                                            | 0:53  |
| 18.   | Two Words (с Mos Def, Freeway и The Boys Choir Of Harlem) | 4:26  |
| 19.   | Through The Wire                                          | 3:41  |
| 20.   | Family Business                                           | 4:38  |
| 21.   | Last Call                                                 | 12:40 |
| 76:13 |                                                           |       |

2005 Специално Японско Издание
| Бонус Песен | Бонус Песен           | Бонус Песен | Бонус Песен | Бонус Песен | Бонус Песен | Бонус Песен | Бонус Песен | Бонус Песен | Бонус Песен |
| №           | Име                   | Време       |             |             |             |             |             |             |             |
| ----------- | --------------------- | ----------- | ----------- | ----------- | ----------- | ----------- | ----------- | ----------- | ----------- |
| 22.         | Heavy Hitters (с GLC) | 3:55        |             |             |             |             |             |             |             |
| 80:08       |                       |             |             |             |             |             |             |             |             |

Бонус Диск
| Бонус Диск | Бонус Диск                                                                         | Бонус Диск | Бонус Диск | Бонус Диск | Бонус Диск | Бонус Диск | Бонус Диск | Бонус Диск | Бонус Диск |
| №          | Име                                                                                | Време      |            |            |            |            |            |            |            |
| ---------- | ---------------------------------------------------------------------------------- | ---------- | ---------- | ---------- | ---------- | ---------- | ---------- | ---------- | ---------- |
| 1.         | We Don't Care (Reprise) (с Keyisha Cole)                                           | 2:57       |            |            |            |            |            |            |            |
| 2.         | Jesus Walks (Remix) (с Mase и Common)                                              | 4:58       |            |            |            |            |            |            |            |
| 3.         | It's Alright (с Mase и John Legend)                                                | 3:51       |            |            |            |            |            |            |            |
| 4.         | The New Workout Plan (Remix) (с Fonzworth Bentley, Luther Campbell, Luke и Twista) | 4:02       |            |            |            |            |            |            |            |
| 5.         | Two Words (Cinematic) (с Хорът на момчетата от Харлем)                             | 4:06       |            |            |            |            |            |            |            |
| 6.         | Never Let Me Down (Cinematic)                                                      | 5:16       |            |            |            |            |            |            |            |
| 25:07      |                                                                                    |            |            |            |            |            |            |            |            |